# 澤口実歩
澤口 実歩（さわぐち みほ、1995年9月30日 - ）は、読売テレビのアナウンサー。

## 来歴
岩手県盛岡市出身。盛岡市立厨川中学校、岩手県立盛岡第一高等学校、慶應義塾大学文学部卒業後、2018年4月読売テレビにアナウンサーとして入社。同期は西山耕平。2020年7月31日を以て『情報ライブ ミヤネ屋』を降板した林マオの後任として、同年8月3日より第4代目アシスタントとして出演する。それに伴い7月31日を以て『かんさい情報ネットten.』を降板した。その後2022年4月よりナレーターとして復帰。2022年1月24日に5年先輩の同社スポーツ局男子社員との結婚が決まり、1月25日に婚姻届を提出することが局側より発表された。結婚後も同社アナウンサーとして引き続き活動する。2025年3月28日を以て「ミヤネ屋」の4代目アシスタントを卒業、後任は後輩アナウンサーである西尾桃が引き継ぐ。
卒業後は古巣である『かんさい情報ネットten.』へ月曜中継リポーター担当として復帰、また朝の情報番組『す・またん!』に隔週金曜MCに就任
。これにより澤口は夕方の『ten.』、昼の『ミヤネ屋』、朝の『す・またん!』とそれぞれの情報番組を担当することになる。

## 人物
- 身長は156cm[9]。
- 中学校までは競泳をやっており、中学校2年の時に背泳ぎで全国大会出場経験がある[1]。
- 高校時代は野球部のマネージャーを務めた[1]。
- 大学進学後にヨガを始め、ヨガ検定4級の資格を保持している[1]。

## 出演

### 現在の出演番組
- かんさい情報ネットten.（2019年3月29日 - 2020年7月31日、2022年4月5日 - ）
  - サブキャスター（木・金曜日担当、2019年3月29日 - 2020年7月31日）
  - ナレーター「とことん満足! おでかけコンシェルジュ」コーナー（火曜日担当、2022年4月5日 - 2024年9月24日）
  - ナレーター「感ドー！ハッピー！おつかれ飯」コーナー（火曜日担当、2024年10月1日 - ）
  - 中継リポーター（月曜日担当、2025年3月31日 - ）
- す・またん!（2025年4月4日 - ）- 隔週金曜MC
- NNN各種ローカルスポットニュース（不定期、『NNNストレイトニュース』など）

### 過去の出演番組
- 情報ライブ ミヤネ屋（2020年8月3日 - 2025年3月28日） - 4代目アシスタント
  - 全曜日担当（2020年8月3日 - 2024年3月29日）
  - 月～木曜日担当（2024年4月1日 - 2025年3月28日）
- Let's GO!みほちゃんねる（2018年10月1日 - 2019年9月30日）
- 麒麟・川島のハッシュタグバトルツアー（第2弾・2019年6月10日） - アシスタント
- ytvアナウンサー向上委員会 ギューン↑（2018年7月18日 - 2020年10月1日）
- クチコミ新発見!旅ぷら（2021年11月21日「福岡・北九州クチコミ旅（前編）」〈SP第3回〉・2021年11月28日「福岡・糸島・博多クチコミ旅（後編）」〈SP第4回〉）- ツアーコンダクター。 SP（不定期）版移行後となってから初出演、濱口優&王林と共演。